# Radio Televizioni Shqiptar
Radio Televizioni Shqiptar (en español, «Radio Televisión Albanesa»), más conocida por sus siglas RTSH, es la compañía estatal de radiodifusión pública de Albania. 
Fundada en 1938, actualmente gestiona cuatro emisoras de radio nacional bajo la marca Radio Tirana, varios canales de televisión, cuatro centros regionales y un sitio web. Desde 1993, RTSH también opera una servicio de televisión internacional vía satélite, orientado a las comunidades albanesas de Kosovo, Macedonia del Norte, Montenegro y el norte de Grecia, así como a la diáspora albanesa en el resto de Europa. El grupo se financia con una combinación de canon televisivo, ingresos publicitarios y aportaciones estatales. 
RTSH es miembro activo de la Unión Europea de Radiodifusión desde 1999.

## Historia

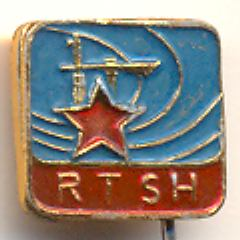
Insignia de la RTSH con el logotipo de los años 1980.

Radio Tirana, la primera emisora de radio albanesa, comenzó sus emisiones el 28 de noviembre de 1938 desde sus estudios en Tirana, inaugurados por el rey Zog I y su esposa Geraldina de Albania. La cobertura estaba garantizada solo para la capital con un transmisor de onda media, mientras que la programación era de tres horas diarias con música y boletines. En cuanto a la televisión, el director de Radio Tirana en 1959, Petro Kita, puso en marcha un centro de emisiones experimentales que sentó las bases del servicio. Televizioni Shqiptar empezó a emitir el 1 de mayo de 1960 como el primer canal albanés, bajo control de la empresa pública RTSH. 
Durante el tiempo que Albania fue un estado comunista, la RTSH mantuvo el monopolio sobre la radio y la televisión. El presidente Enver Hoxha utilizó los medios públicos con fines propagandísticos e impuso una línea editorial que oscilaba entre el antioccidentalismo y el antisovietismo, en función de los intereses diplomáticos del país. Cuando Albania rompió relaciones con China a finales de los años 1970 y se sumió en el aislacionismo, toda la programación quedó bajo control del Partido del Trabajo. Radio Tirana cumplió un rol activo durante la Guerra Fría con un servicio de boletines en más de veinte idiomas, entre ellos en español.
Cuando Hoxha falleció en 1985 se produjo un tímido aperturismo, si bien el sistema comunista no caería hasta 1991. Ya en democracia, la RTSH tuvo que enfrentar una importante reforma interna y abrió su programación a espacios de opinión plural, documentales y programas de entretenimiento como el evento musical Festivali i Këngës. Del mismo modo, perdió el monopolio de la radio y televisión, aunque mantuvo una posición dominante por su presencia en las zonas rurales. El 27 de noviembre de 1993 se inauguraron los nuevos estudios en Tirana y comenzaron las emisiones vía satélite del canal internacional. Durante la guerra de Kosovo, la empresa facilitó sus instalaciones a los periodistas de Radio y Televisión de Kosovo que se refugiaron en Albania. 
Desde 1999, RTSH es miembro activo de la Unión Europea de Radiodifusión
Con la llegada del siglo XXI, RTSH ha actualizado su equipamiento y reforzado su oferta radiofónica y televisiva. 
En 2003, inició emisiones la segunda cadena del grupo, TVSH 2 (actual RTSH 2). 
En 2007 se puso en marcha la página web del grupo.
En 2011, RTSH lanzó la transmisión en vivo de la 50ª edición de Festivali i Kenges,  siendo la primera vez que RTSH lanzó un servicio de streaming en su historia.
En 2012, RTSH comenzó a transmitir en HD y lanzó cuatro canales especializados mediante la marca RTSH Digital: RTSH HD, RTSH Muzikë, RTSH Art y RTSH Sport. RTSH mantiene un amplio monopolio en las zonas rurales, donde su señal domina las ondas.
En 2017, RTSH lanzó tres canales adicionales, entre ellos: RTSH Fëmijë (con programación infantil), RTSH Kuvend (emisiones del parlamento),  y RTSH 24 (información continua).
En los últimos años, RTSH ha modernizado sus estudios de televisión y equipos de transmisión, lanzando varios canales de televisión digital, añadiendo emisiones de televisión y radio en directo por Internet y subiendo programas de televisión a YouTube. Además, en 2020 se adoptó la actual imagen corporativa de la empresa.

## Servicios

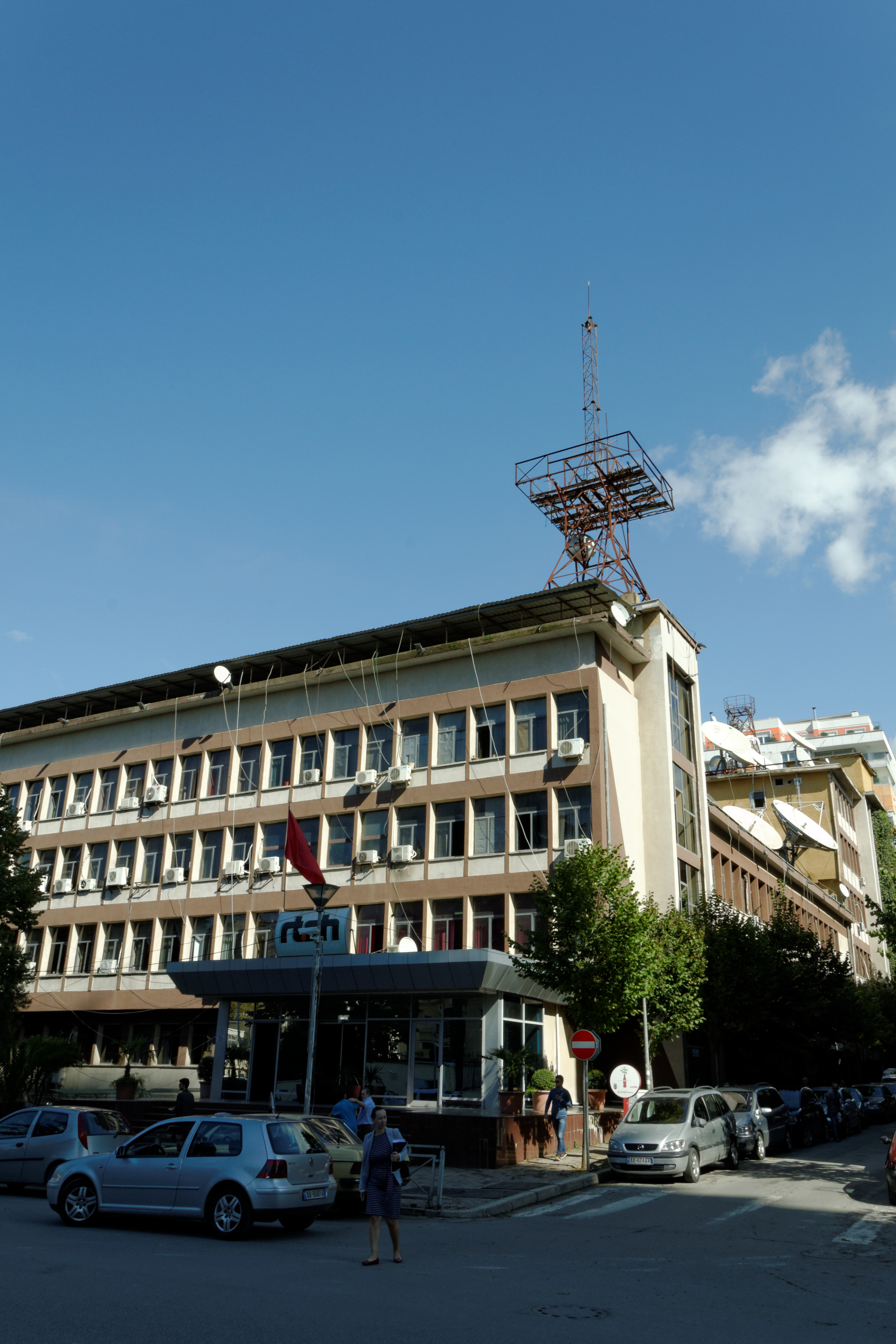
Sede central de RTSH en Tirana.

### Radio
Las siguientes emisoras tienen cobertura nacional:
- Radio Tirana: Programación generalista. Emite en frecuencia modulada y onda media.
- Radio Tirana 2: Programación juvenil y musical. Emite en frecuencia modulada.
- Radio Tirana 3: Programación especializada en música albanesa.
- Radio Tirana Internacional: Programación informativa y cultural con boletines en albanés y en otros idiomas: inglés, francés, italiano, serbio, griego, turco y alemán. Emite en onda media y onda corta.
- Radio Tirana Klasik: Música clásica.

Las siguientes emisoras tienen cobertura digital:
- Radio Tirana Jazz: especializada en música jazz.
- Radio Tirana Fëmijë: especializada en programación infantil.

Además hay emisoras regionales para Gjirokastra, Korçë, Kukës y Shkodër.

### Televisión
RTSH cuenta con 18 canales:
| Imagen corporativa | Canal            | HD | Tipo de canal                         | Descripción |
| ------------------ | ---------------- | -- | ------------------------------------- | --- |
|                    | RTSH 1           |    | Televisión digital terrestre          | Sus emisiones comenzaron el 1 de mayo de 1960 en Tirana y se expandieron al resto del país en cinco años, aunque no se hicieron diarias hasta 1971. Su programación es generalista, enfocada en la producción nacional. Hasta 2016 se llamaba TVSH. Dispone de versión en alta definición. |
|                    | RTSH 2           |    | Televisión digital terrestre          | Segundo canal creado en 2003, especializado en retransmisiones deportivas y contenidos para minorías. Hasta 2016 se llamaba TVSH 2. Dispone de versión en alta definición. |
|                    | RTSH 3           |    | Televisión digital terrestre Satélite | Canal dirigido a la diáspora albanesa. |
|                    | RTSH Sport       |    | Televisión digital terrestre          | Comenzó sus emisiones en 2012. Canal especializado en deporte. Dispone de versión en alta definición. |
|                    | RTSH Muzikë      |    | Televisión digital terrestre Satélite | Comenzó sus emisiones en 2012. Canal especializado en música. |
|                    | RTSH Film        |    | Televisión digital terrestre          | Canal especializado en cine. |
|                    | RTSH Shqip       |    | Televisión digital terrestre Satélite | Canal especializado en programas de archivo. |
|                    | RTSH Kuvend      |    | Televisión digital terrestre          | Canal del Parlamento de Albania. |
|                    | RTSH 24          |    | Televisión digital terrestre Satélite | Canal especializado en información. Dispone de versión en alta definición. |
|                    | RTSH Fëmijë      |    | Televisión digital terrestre          | Inició emisiones en 2018. Canal especializado en programación infantil. |
|                    | RTSH Shkollë     |    | Televisión digital terrestre Satélite | Sus emisiones comenzaron en 2020. Canal especializado en programación educativa. |
|                    | RTSH Plus        |    | Televisión digital terrestre Satélite | Canal especializado en cultura. |
|                    | RTSH Agro        |    | Televisión digital terrestre          | Canal especializado en turismo y agricultura. |
|                    | RTSH Satelit     |    | Satélite                              | Canal internacional. |
| Canales regionales |                  |    |                                       | |
|                    | RTSH Gjirokastra |    | Televisión digital terrestre          | Centro regional en Gjirokastra, al sur del país. |
|                    | RTSH Korça       |    | Televisión digital terrestre          | Centro regional en Korçë, al sureste. |
|                    | RTSH Kukësi      |    | Televisión digital terrestre          | Centro regional en Kukës, al noreste. |
|                    | RTSH Shkodra     |    | Televisión digital terrestre          | Centro regional en Shkodër, al noroeste. |

## Identidad corporativa

Logo clásico de RTSH.
Logo de RTSH entre 2017 y 2020.
Logo de RTSH desde 2020.